# Otoče
Otoče so naselje v Občini Radovljica.